# Jindřich Jindřich
Jindřich Jindřich (* 5. März 1876 in Klenčí pod Čerchovem; † 23. Oktober 1967 in Domažlice) war ein tschechischer Komponist, Pianist und Ethnograph.

## Biographie
Der Sohn des Lehrers und Dorfkantors Alois Jindřich erhielt seine musikalische Ausbildung im Elternhaus und in Taus und war Privatschüler in Prag. Nach Abschluss des Studiums zum Lehrer in Soběslav unterrichtete Jindřich Musik ab 1896 in Lhenice und später in Domažlice. Er nahm neben seiner Lehrtätigkeit ein Kompositionsstudium bei Vítězslav Novák auf und am Piano bei Karel Hoffmeister.
Als Pianist begleitete Jindřich die Opernsängerin Ema Destinová und die Brüder Karel Burian und Emil Burian.
Kompositorisch schuf er vor allem Vokalmusik. Dazu gehören etwa 170 Liedstücke zur Piano- bzw. Orchesterbegleitung und 53 Chorwerke. Weiterhin gab er unter dem Titel Poklad Chodska eine Sammlung von 102 Liedern und Tänzen der Choden heraus. 1906 erschien seine Elegie pro smyčcový orchestr und 1911 die sinfonische Dichtung Svítání v horách (Verzeichnis seiner Musikstücke siehe CslHS 1).
Außerdem befasste sich Jindřich mit der Kultur, den Bräuchen und der Musik der Choden. Er war an der Erarbeitung des 26-bändigen ethnographischen Almanachs Chodsko beteiligt und schuf eine umfangreiche volkskundliche Sammlung, die nach seinem Tode 1967 den Grundstock für das Jindřich-Jindřich-Museum in Domažlice bildete. 1957 wurde er verdienter Nationalkünstler der Tschechoslowakei.
Seine Schwester war die Ehefrau des Volkskundlers Josef Blau.